# جون إريكسون (لاعب غولف)
جون إريكسون (بالإنجليزية: John Erickson)‏ هو لاعب غولف أمريكي، ولد في 5 يناير 1964.